# Broomfield (Herne Bay)
Pour les articles homonymes, voir Broomfield.
Broomfield est une localité d'Angleterre située au nord-est du comté du Kent. Elle est séparée de la station balnéaire d'Herne Bay par l'A299 (surnommée the Thanet Way). Elle fait partie de la paroisse civile d'Herne and Broomfield, qui comptait 7 325 habitants au recensement de 2001.
Au sud de Broomfield se trouve East Blean Woods (en), un site d'intérêt scientifique particulier de 151 hectares,.